# مائورو ریزو
مائورو ریزو (انگلیسی: Mauro Rizzo؛ زادهٔ ۱۵ ژوئن ۱۹۸۴) بازیکن فوتبال اهل ایتالیا است.
از باشگاه‌هایی که در آن بازی کرده‌است می‌توان به باشگاه فوتبال آ.اس. رم و باشگاه فوتبال لچه اشاره کرد.